# Smelowskia annua
Smelowskia annua är en korsblommig växtart som beskrevs av Franz Josef Ivanovich Ruprecht. Smelowskia annua ingår i släktet Smelowskia och familjen korsblommiga växter. Inga underarter finns listade i Catalogue of Life.